# Sarcelles
Sarcelles er en stor fransk provinsby. Den er beliggende i departementet Val-d'Oise.